# Decatur, Indiana
Decatur är administrativ huvudort i Adams County i den amerikanska delstaten Indiana. Orten grundades år 1836 och fick sitt namn efter sjömilitären Stephen Decatur.